# Lamachus alpinator
Lamachus alpinator är en stekelart som beskrevs av Aubert 1970. Lamachus alpinator ingår i släktet Lamachus och familjen brokparasitsteklar. Arten är reproducerande i Sverige. Utöver nominatformen finns också underarten L. a. thomsoni.